# Rebilus lamington
Rebilus lamington är en spindelart som beskrevs av Norman I. Platnick 2002. Rebilus lamington ingår i släktet Rebilus och familjen Trochanteriidae. Inga underarter finns listade i Catalogue of Life.